# Cynodon dactylon
Cynodon dactylon, la grama común, también conocida como césped, agramen o gramón, entre otros nombres, es una planta de la familia Poaceae nativa del norte de África y sur de Europa. El nombre en inglés de "Bermuda Grass" deriva de su abundancia como maleza en Bermudas. También es conocida por ser la más abundante en todo el mundo. Es una de las Diez Flores Sagradas de Kerala. Se utiliza en muchos países como pasto para ganadería, ornamental, en jardines o para controlar la erosión del suelo. Se considera una de las malezas más dañinas para la agricultura y los ecosistemas fuera de su área de distribución natural.

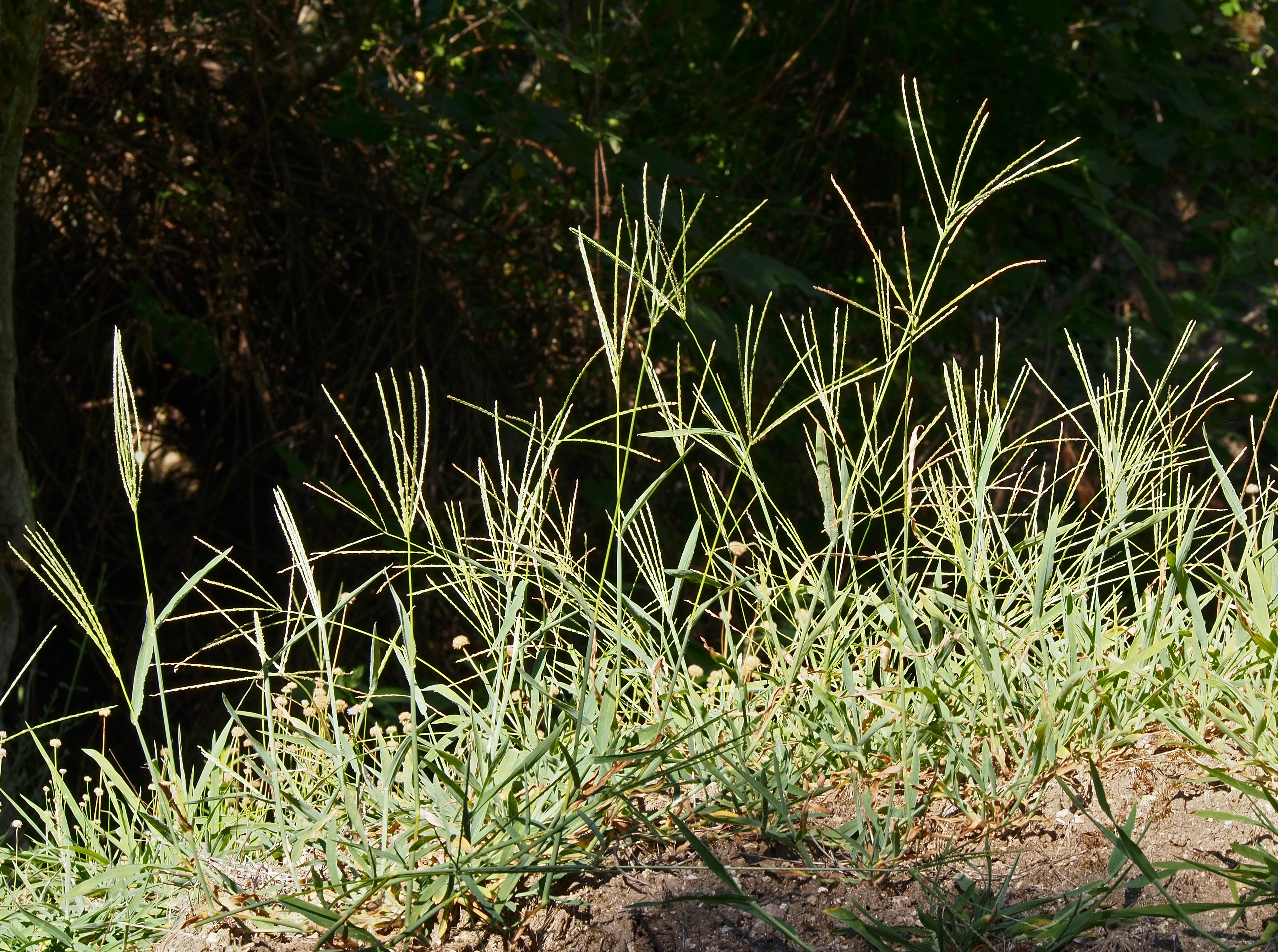
Porte de la planta vista en su hábitat

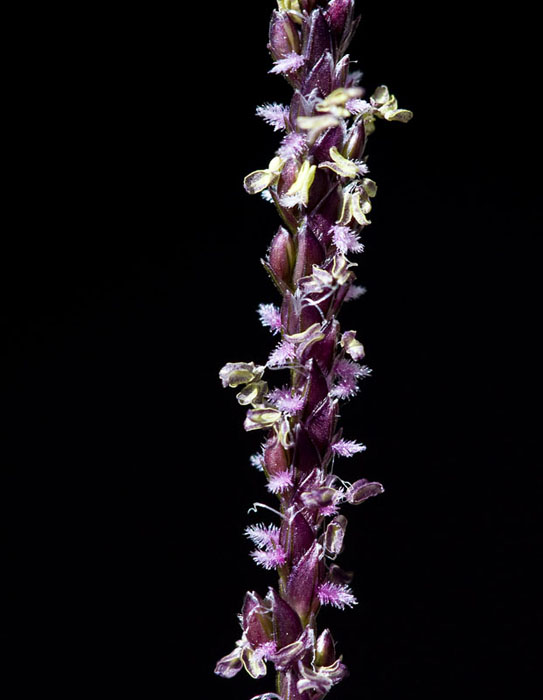
Inflorescencia durante la antesis

## Descripción
Las hojas son verde grisáceas (sin estrés hídrico recuperan un verde intenso), cortas, de 4 a 15 cm de longitud con bordes fuertes membranosos; vainas de 1,5 a 7 cm de largo, generalmente más cortas que los entrenudos, vilosas en el ápice, las inferiores quilladas, lígulas membranosas, cilioladas, de 0,2 a 0,3 mm de largo, a veces vilosas en el dorso, láminas de 0,5 a 6,5 cm de largo por 1 a 3,5 mm de ancho, aplanadas, en ocasiones dobladas, escabriúsculas (poco ásperas), generalmente vilosas detrás de la lígula y en los márgenes inferiores, ocasionalmente en ambas superficies. En invierno pierden clorofila hasta volverse blanquecinas.

Los tallos erectos o decumbentes, pueden crecer de 1 a 30 cm (raramente hasta 90 cm) de altura. Los tallos son ligeramente achatados, a veces con pintas púrpuras.

Las inflorescencias tienen espigas (3) 4 a 6, de 1,5 a 6 cm de largo, distribuidas en un verticilo, usualmente radiadas. Las espiguilla/flores: espiguillas de 2 a 3 mm de largo, presas del raquis e imbricadas, verde violáceas, glumas de 1 a 3 mm de largo, glabras, la primera falcada (en forma de hoz), la segunda lanceolada; lema de 2 a 3 mm de largo, fuertemente doblada y aquillada, sin arista u ocasionalmente con un corto mucrón, pálea glabra tan larga o un poco más corta que la lema; raquilla prolongada, desnuda o llevando una segunda flor masculina o rudimentaria.

Tiene un sistema radicular muy profundo; en sequía con perfil de suelo penetrable, las raíces pueden crecer a más de 2 m de profundidad, aunque la mayoría de la masa radicular está a menos de 60 cm bajo la superficie. Los tallos reptan por el suelo, y de los nódulos salen nuevas raíces, formando densas matas.

Esta especie se reproduce por semillas, estolones y rizomas. El rebrote y crecimiento comienzan a temperaturas por encima de 15 °C, la óptima se sitúa entre 24 a 37 °C; en invierno el pasto seca completamente la parte aérea, entrando en dormancia y se torna beige pardo.

Fisiológicamente, tiene un proceso de fijación del carbono muy eficiente: la vía de 4 carbonos, como el maíz, la caña de azúcar, el sorgo, el amaranto.

## Cultivo y usos

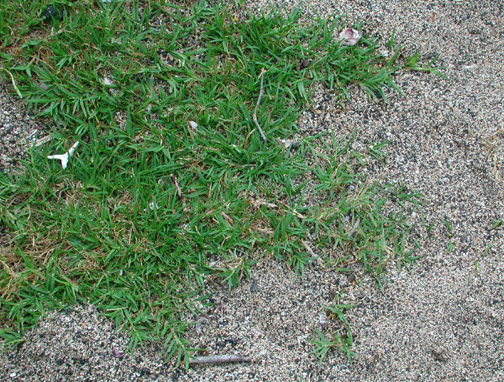
Cultivo de Cynodon Dactylon

Esta gramínea está ampliamente cultivada en climas cálidos y templados de todo el mundo, entre 30° sur y 30° norte de latitud, y entre 500 a 2800 mm de lluvias anuales (o mucho menos, si hay riego disponible). Prospera desde el nivel del mar hasta los 2200 m s. n. m. Es de crecimiento rápido, siendo popular y usada en campos de deportes, al dañarse se recupera rápidamente. Es muy deseada en pastos de turf, en climas templados y cálidos, particularmente en regiones donde su tolerancia al calor y a la sequía la hace útil para sobrevivir donde muy pocos otros pastos prosperan. Existen numerosos cultivares selectos para diferentes requerimientos del turf. Es muy agresiva, eliminando a muchas otras especies y convirtiéndose en especie invasora en muchas áreas. Los jardineros la llaman "pasto del diablo" por su poder colonizador.

## Formas de control
Control cultural
Resiste al fuego como la caña de azúcar y al corte constante como la alfalfa o los forrajes.
Control químico
- Glifosato 48 %: resiste las dosis comunes de hasta 4 L/ha. La combate muy bien por encima de 6 L/ha, nunca en subdosis ni fraccionada.

- Glifosato 74,7 %: 3,5 kg/ha

- PRILAN 10: herbicida graminicida sistémico, selectivo en cultivos de hoja ancha como girasol, maní, algodón, poroto y soja. Control postemergente de C. dactylon. Es PROPAQUIZAFOP 10 %. Dosis: 1 L/ha + 2 L/ha aceite agrícola + 200 L/ha agua

## Propiedades
Principios activos: contiene sales potásicas, fructosanas: triticina; inositol.
Indicaciones: es usado como diurético, colagogo, hepatoprotector, antiinflamatorio. Popularmente se considera depurativo, antihipertensivo e hipoglucemiante. Indicado para estados en los que se requiera un aumento de la diuresis: afecciones genitourinarias (cistitis, ureteritis, uretritis, oliguria, urolitiasis), hiperazotemia, hiperuricemia, gota, hipertensión arterial, edemas, sobrepeso acompañado de retención de líquidos. Disquinesias biliares, colecistitis, hepatitis.
Contraindicado con el uso de diuréticos en presencia de hipertensión o cardiopatías, sólo debe hacerse por prescripción y bajo control médico, dada la posibilidad de aparición de una descompensación tensional o, si la eliminación de potasio es considerable, una potenciación del efecto de los cardiotónicos. Obstrucción de las vías biliares. Embarazo (popularmente se considera abortiva). Las partes aéreas contienen heterósidos cianogénicos, responsables de intoxicaciones en ganadería.
Se usa el rizoma en decocción.

## Taxonomía
Esta especie fue descrita inicialmente por Carlos Linneo como Panicum dactylon en Species Plantarum 1: 58. en 1753, hoy en día es tanto un sinónimo como un basónimo. Finalmente, sería descrita por Christiaan Hendrik Persoon como Cynodon dactylon y publicado en Synopsis Plantarum 1: 85. en 1805.
Etimología
Cynodon: nombre genérico que deriva del griego kuon = (perro) y odous, odontos = (diente), tal vez en alusión a las duras yemas basales cónicas y afiladas en los rizomas.
dactylon: epíteto latino que significa "dedos"
Citología
Número de cromosomas de Cynodon dactylon (Fam. Gramineae) y táxones infraespecíficos: 2n=40
Sinonimia
- Lista de sinónimos de Cynodon dactylon'[8]

## Nombres comunes
Agramem, agramen, brena, canaria, cañota, césped, chépica, diente de perro, escobillas blandas, gambre, grama, grama blanca, grama canaria, grama canina, grama común, grama de botica, grama de España, grama de secano, grama fina, grama nudosa, grama oficinal de España, gramen, gramia, gramón, gromón, hierba gramera, hierba rastrera, medicina del perro, pan de perro, pata de gallina, pata de gallo, pata de pollo, pasto, pie de gallina, rizada.